# WrestleMania XXVIII
 Der er for få eller ingen kildehenvisninger i denne artikel, hvilket er et problem. Du kan hjælpe ved at angive troværdige kilder til de påstande, som fremføres i artiklen.

WrestleMania XXVIII var den 28. udgave af pay-per-view-showet WrestleMania produceret af World Wrestling Entertainment (WWE). Det fandt sted d. 1. april 2012 fra Sun Life Stadium i Miami Gardens, Florida, hvor der var 78.363 tilskuere.
Showets main event var en kamp mellem WWE's største stjerne, den 12-dobbelte verdensmester John Cena, og den nidobbelte verdensmester The Rock, der wrestlede sin første singlekamp siden 2003. I løbet af showet var der også to VM-titelkampe: Åbningskampen var om WWE World Heavyweight Championship, hvor den regerende verdensmester Daniel Bryan skulle forsvare sin VM-titel mod Royal Rumble-vinderen Sheamus. Senere i showet skulle CM Punk forsvare WWE Championship mod Chris Jericho. En anden af de større kampe ved showet var en Hell in a Cell match mellem den WrestleMania-ubesejrede The Undertaker og Triple H, hvor Shawn Michaels var kampens dommer. 
1,3 millioner husstande havde købt WrestleMania XXVIII på pay-per-view, og dermed blev showet det mest succesrige siden 1990, hvor WrestleMania VI's main event var en VM-titelkamp mellem Hulk Hogan og Ultimate Warrior. Den store succes ved WrestleMania XXVIII tilskrives af mange The Rocks comeback til ringen. 

## Produktion
Byen Miami Gardens, der ligger i den amerikanske delstat Florida, var blandt de to største bud på at afholde WrestleMania XXVII i 2011 sammen med Atlanta, Georgia. I februar 2010 vandt Atlanta rettighederne til at afvikle WrestleMania XXVII, eftersom WWE-ledelsen mente, at Miamis planlægning af showet ville have været for hektisk på grund af en række andre sportsbegivenheder i området i samme tidsperiode, heriblandt Super Bowl XLIV. Miami blev dog betragtet som en mulig værtsby for WrestleMania XXVIII i 2012.
14 amerikanske og canadiske storbyer var interesserede i at blive værtsby for et WrestleMania mellem 2012 og 2014. Foruden Miami var også Los Angeles, New Orleans, New York, Toronto, Detroit, Tampa, Vancouver, St. Louis, Jacksonville, Orlando og Houston interesserede i WrestleMania XXVIII. I februar 2011 blev det officielt, at Miami Gardens havde vundet rollen som værtsby. 
WrestleMania XXVIII vil dermed blive det andet WrestleMania-show, der bliver afviklet i delstaten Florida. Det er fjerde gang, at showet afvikles udendørs. Samtidig med selve showet om søndagen, vil ugen op til blive kaldt WrestleMania-ugen, hvor der vil blive lavet aktiviteter for alverdens wrestlingfans. Aftenen inden showet vil WWE indsætte nogle af wrestlingindustriens største legender i WWE Hall of Fame ved en større ceremoni.

## Baggrund

### Main event og VM-titelkampe
Efter syv års pause vendte den nidobbelte verdensmester og senere filmskuespiller Dwayne "The Rock" Johnson tilbage til WWE som vært ved WrestleMania XXVII i Atlanta, Georgia. I ugerne op til showet havde The Rock en række konfrontationer med den regerende verdensmester The Miz og John Cena, der var programsat til at mødes i en VM-titelkamp i showets main event. Ved WrestleMania XXVII i april 2011 ødelagde The Rock John Cenas mulighed for at vinde VM-titlen i kampen mod The Miz. Aftenen efter live på WWE's ugentlige tv-program RAW blev John Cena og The Rock enige om at mødes ved WrestleMania XXVIII i april 2012. Det var første gang, at en kamp blev arrangeret allerede et år inden selve showet.
Ved WWE's Survivor Series i november 2011 skulle de to WrestleMania-modstandere agere holdkammerater i en tagteam-kamp mod The Miz og R-Truth. Det var The Rocks første wrestlingkamp i næsten otte år. Det lykkedes dog John Cena og The Rock at enes under kampen, som de vandt, men efter kampen angreb The Rock sin kommende modstander. Selv om John Cena sværgede, at han ville møde op til WrestleMania XXVIII som verdensmester, mistede den 12-dobbelte verdensmester WWE Championship i efteråret 2011, og kampen mellem John Cena og The Rock vil derfor ikke være nogen VM-titelkamp. Alligevel regner mange med, at de to superstjerner mødes i showets main event. 
I juli 2011 ved WWE's Money in the Bank lykkedes det Daniel Bryan at besejre syv andre wrestlere i en særlig money in the bank ladder match, og det gav ham rettighederne til en VM-titelkamp på hvilket som helst tidspunkt. Ugen efter erklærede Daniel Bryan, at han ville bruge sin VM-titelkampskontrakt ved WrestleMania XXVIII. På trods af det valgte han gøre brug af kontrakt og besejrede den regerende verdensmester Mark Henry, men SmackDowns adm. direktør, Theodore Long, annullerede resultatet, fordi Mark Henry havde været skadet og ude af stand til at konkurrere. Daniel Bryan fik dermed sin kontrakt tilbage, men i stedet for at vente til WrestleMania XXVIII, brugte han den ved WWE's TLC: Tables, Ladders & Chairs i december 2011, hvor han besejrede den nye verdensmester Big Show og vandt WWE World Heavyweight Championship. 
Siden 1993 har vinderen af årets Royal Rumble match ved WWE's Royal Rumble i januar fået rettigheden til at udfordre den regerende verdensmester. I 2012 blev kampen vundet af Sheamus, der dermed fik muligheden for at udfordre en af de to verdensmestre til en kamp om enten WWE Championship eller WWE World Heavyweight Championship. Umiddelbart efter Royal Rumble blev de to VM-titler holdt af henholdsvis CM Punk og Daniel Bryan, men deres titler var på spil ved WWE's Elimination Chamber i februar. Her lykkedes det dog både CM Punk og Daniel Bryan at forsvare deres titler. Umiddelbart efter Daniel Bryans succesrige titelforsvar kom Sheamus ud og konfronterede den regerende verdensmester og udfordrede ham til en VM-titelkamp ved WrestleMania XXVIII.
En anden VM-titelkamp ved WrestleMania XXVIII bliver mellem den regerende verdensmester CM Punk og Chris Jericho. I løbet af det seneste år har CM Punk kaldt sig selv for "den bedste wrestler i verden" – et udtryk, som Chris Jericho tidligere har brugt. Efter næsten et års pause fra WWE vendte Chris Jericho tilbage til organisationen i januar 2012 og beskyldte CM Punk for at kopiere ham. Chris Jericho havde mulighed for at tage VM-titlen fra CM Punk ved WWE's Elimination Chamber i en elimination chamber match med i alt seks wrestlere, men under kampen blev han sparket bevidstløs af netop CM Punk, og Chris Jericho måtte udgå fra VM-titelkampen, som CM Punk vandt. Senere på RAW vandt Chris Jericho en battle royal ved at eliminere Big Show til sidst, og han sikrede sig dermed rettigheden til at møde CM Punk i en VM-titelkamp ved WrestleMania XXVIII, der skal afgøre, hvem der er "den bedste wrestler i verden". 

### Andre kampe og fejder
I en gentagelse fra WrestleMania XXVII vil dette års show byde på endnu et opgør mellem The Undertaker og Triple H. Det er tredje gang, at de to wrestlere mødes ved showet. Ved WrestleMania XXVIII vil de to kæmpe i en Hell in a Cell match. De to første WrestleMania-opgør er blevet vundet af The Undertaker, der fortsat er ubesejret ved WrestleMania i alle sine 19 kampe. Efter sidste års kamp, hvor The Undertaker måtte bæres ud af arenaen, var wrestlinglegende nødt til at tage 10 måneders pause på grund af de skader, han pådrog sig. The Undertaker vendte først tilbage til RAW i januar 2012, hvor han udfordrede Triple H til en rematch. Til at starte med afslog Triple H hans tilbud, men Triple H's gode ven, Shawn Michaels, overtalte ham til at tage kampen. Senere blev Shawn Michaels annonceret som kampens dommer. 
En anden titelkamp ved showet er mellem Cody Rhodes og Big Show om WWE Intercontinental Championship. I løbet af januar og februar har den regerende mester Cody Rhodes hånet den 220 kg tunge Big Show for sine mange nederlag i WrestleMania-sammenhæng. Big Show har tabt otte ud af 11 kampe ved WrestleMania. Derudover var Cody Rhodes skyld i, at Big Show ikke vandt en battle royal om en VM-titelkamp ved WrestleMania XXVIII, fordi han hev Big Show ned fra ringrebet, så Chris Jericho kunne løbe med sejren. I marts 2012 blev en kamp mellem Cody Rhodes og Big Show annonceret af SmackDowns adm. direktør, Theodore Long.
I ugerne op til WrestleMania XXVIII er der opstået en fejde mellem Randy Orton og Kane. I marts blandede Kane sig i Ortons kamp mod den regerende verdensmester Daniel Bryan, så Orton tabte, da han blev talt ud af dommeren. Over de næste par uger kom de to WWE-stjerner op at slås flere gange på SmackDown, og til sidst forlangte Orton at få at vide, hvorfor Kane blev ved med at angribe ham. Kane henviste til en episode på SmackDown tilbage i juli 2011, hvor de to havde givet hinanden hånden. Det havde fået Kane til at se svag ud, mente han, og derfor udfordrede han Orton til en kamp ved WrestleMania XXVIII.
Den eneste diva-kamp (kamp mellem kvindelige wrestlere) ved WrestleMania XXVIII bliver en tagteam-kamp, hvor Beth Phoenix og Eve Torres møder Kelly Kelly and Extra-værten Maria Menounos. Fejden mellem Phoenix og Menounos stammer helt tilbage fra oktober 2009, hvor de to kvinder kom på tværs af hinanden, og det endte i en tagteam-kamp, som Menounos' hold vandt. I slutningen af 2011 vendte Menounos tilbage til WWE, og endnu en gang lykkedes det tv-værten at besejre Beth Phoenix i en tagteam-kamp. I marts 2012 afbrød Phoenix (sammen med Eve) et interview med Kelly Kelly og Menounos og udfordrede dem til en kamp. 
Ved WWE's Elimination Chamber i februar RAW's fungerende adm. direktør, John Laurinaitis, at han ønskede at blive den permanente adm. direktør for RAW, såvel som adm. direktør for SmackDown. Ved samme show kom Alberto Del Rio, Mark Henry og Christian ud og bakkede ham op til fordel for SmackDowns adm. direktør, Theodore Long. Senere samme aften gav Theodore Long udtryk for, at han også synes, det var en god idé med én adm. direktør for begge tv-programmer, men han synes, det burde være ham selv. Senere samme måde på SmackDown mødtes WWE's to verdensmestre – CM Punk (fra RAW) og Daniel Bryan (fra SmackDown) – i en kamp, der endte uafgjort. De to direktører kom op og skændtes over, hvilken verdensmester der var den bedste. WWE's bestyrelse annoncerede, at der ved WrestleMania XXVIII vil blive afholdt en særlig tagteam-kamp med 12 deltagere (seks wrestlere på hvert hold) med repræsentanter for begge direktører. Vinderholdet får samtidig retten til at blive adm. direktør for begge tv-programmer og brands.

## Resultater
Der var otte kampe på programmet ved WrestleMania XXVIII:
- WWE World Heavyweight Championship: Sheamus besejrede Daniel Bryan
  - På bare 18 sekunder lykkedes det Sheamus at vinde VM-titlen. Det var Sheamus' tredje VM-titelsejr i karrieren.
- Kane besejrede Randy Orton
- WWE Intercontinental Championship: Big Show besejrede Cody Rhodes
  - Big Show vandt dermed IC-titlen for første gang nogensinde.
- Kelly Kelly og Maria Menounos besejrede Beth Phoenix og Eve Torres
- The Undertaker besejrede Triple H i Hell in a Cell match
  - Shawn Michaels var dommer i kampen
  - The Undertaker udvidede sin sejrsrække til 20-0 i WrestleMania-sammenhæng.
- Team Laurinaitis (Holdkaptajn David Otunga, Mark Henry, Drew McIntyre, Jack Swagger, Dolph Ziggler og The Miz) besejrede Team Long (Holdkaptajn Santino Marella, Kofi Kingston, R-Truth, Zack Ryder, The Great Khali og Booker T)
- WWE Championship: CM Punk besejrede Chris Jericho
- Main event: The Rock besejrede John Cena

## Modtagelse
WrestleMania XXVIII er efterfølgende blevet mødt positivt af kritikere. Den britiske avis The Sun gav showet 8,5 ud af 10 stjerner og fremhævede VM-titelkampen mellem CM Punk og Chris Jericho. Til gengæld kaldte avisen den første time af showet for en katastrofe, især showets første VM-titelkamp mellem Daniel Bryan og Sheamus, der kun varede 18 sekunder. Examiner.com gav WrestleMania XXVIII fire ud af fem stjerner og kaldte kampen mellem The Undertaker og Triple H for aftenens højdepunkt. The Canadian Online Explorer gav showet 6,5 ud af 10 stjerner og gav showets main event mellem John Cena og The Rock syv ud af ti stjerner. 
WrestleMania XXVIII satte nye rekorder for salget af pay-per-view-shows og omsætning. Eftersom 1,21 millioner husstande købte showet, blev WrestleMania XXVIII den mest købte begivenhed nogensinde med et salg på sammenlagt 67 millioner dollars verden over.